# Carlo Favale
Carlo Favale (né en Italie au XIXe siècle et mort à une date inconnue) est un dirigeant de football italien.

## Biographie
Étudiant au liceo Massimo d'Azeglio, il fait pour la première fois parler de lui en 1901 lorsque Favale prend le relais d'Enrico Canfari et devient le 3e président du club piémontais de la Juventus, club avec qui il ne reste à la tête qu'une seule année, jusqu'en 1902, où il est alors remplacé par Giacomo Parvopassu (pour cause de problèmes d'emploi du temps à cause de ses études).
Durant sa présidence, le club remporte pour la troisième année consécutive le trophée amical de la Coppa del Ministero della Pubblica Istruzione.
Le restant de sa vie n'est pas connu.